# 梅原館
梅原館（うめばらやかた）は、群馬県桐生市梅田町一丁目（上野国山田郡）にあった日本の城（城館）。桐生市指定史跡。梅原城・桐生城とも呼ばれる。

## 概要
桐生市北部の梅田町、桐生川の西岸に位置する。中世の桐生川流域は桐生郷と呼ばれ、梅原館は柄杓山城と並ぶ桐生氏の拠点であった。梅原と呼ばれた梅田町南部は桐生天満宮（梅原天神）の旧鎮座地で、桐生発祥の地と称される。梅原館の南方に位置する町屋地区は、近世の桐生新町創設以前までの桐生領の中心集落であり、城下町として機能した。現在では館跡の南側・西側の各一部と北側の大部分に土塁が残り、その外側に堀跡が広がっている。館跡の南方に古い町割りが見られ、土塁の内側に梅原薬師堂が建っている。

## 歴史
平安時代後期に桐生六郎（前桐生氏）により築かれたと伝えられている。南北朝時代に桐生国綱（後桐生氏）によって柄杓山（城山）に柄杓山城（桐生城）が築かれ、柄杓山の麓に居館を構え、梅原館を下屋敷に定めて、柄杓山城と梅原館の中間地点に桐生氏の菩提寺である西方寺が建立された。梅原館を基点に町屋が形成され、居館と町屋は久方村（後の上久方村・下久方村）の字名として用いられた。1962年（昭和37年）3月14日に「梅原館跡」の名で桐生市指定史跡となる。
1988年（昭和63年）から1989年（平成元年）にかけて発掘調査が行われ、城館内の柱穴跡や堀の遺存状況から、継続的な建築物の痕跡があり、出土遺物の年代は鎌倉期から南北朝期が主であることが明らかになった。この調査により、梅原館は後桐生氏の時代となった後も城館としての機能を有したことが裏付けられた。